# Fondouk Nejjarine
Fondouk el-Nejjarine est l'un des bâtiments les plus connus de Fès, au Maroc. Ce fondouk ou caravansérail a été déclaré monument national en 1916 et classé au patrimoine mondial de l'Unesco.

## Historique
Il a été construit au XVIIIe siècle pour l'accueil, la restauration et l'hébergement de marchands venant de l'intérieur des terres. Il témoigne des tendances de l'architecture et de la décoration au début de l'époque alaouite. Déclaré monument historique en 1916, il connaît différents usages au XXe siècle, commissariat de police, internat pour étudiants, etc., et est abandonné dans les années 1970, compte tenu de son état de délabrement. Il bénéficie des travaux de restauration et remise en état dans les années 1990, dans un cadre plus global de réaménagement de la médina de Fès. Les trois étages abritent actuellement le musée du bois,,.